# Sucção da camada limite
Sucção da camada limite é uma técnica em que uma bomba de ar é usada para extrair a camada limite na asa ou a cone da entrada da admissão de uma aeronave. Melhorar o fluxo de ar pode reduzir o arrasto. Melhorias na eficiência de consumo de combustível foram estimados tão altas quanto 30%.